# ネーヴェ、グリッツとアステル
ネーヴェ(Neve)とグリッツ(Gliz)は2006年トリノオリンピックの公式マスコットであり、アステル(Aster)は、2006年トリノパラリンピックの公式マスコットである。
ネーヴェとグリッツはPedro Albuquerqueにより作られた。どちらも「雪と氷」を含む冬季オリンピックの特徴を表している。ネーヴェはイタリア語で雪を意味し、擬人化された女性の雪玉で、赤い服を着て「柔和、友情、優雅」を表している。グリッツは、イタリア語で氷を意味するGhiaccioの短縮形であり、擬人化された男性の角氷で、青い服を着て「熱意と喜び」を表している。
冬季オリンピック組織委員会(TOROC)は、2003年5月20日の締め切り前に237個の提案に対してコンテストを実施した。これらの候補のうち5つが最終審査に進み、TOROCにより選ばれた国際審査員により評価された。選挙はTOROCのPresidential Committeeにより承認された。最終的にAlbuquerqueの「ネーヴェとグリッツ」はオリンピック開幕のちょうど500日前の2004年9月28日に提出された。
TOROCはその後、パラリンピックに対してネーヴェとグリッツの創造的な線に沿った新しいマスコットの作成をAlbuquerqueに依頼した。彼は、パラリンピックの理想であるパラアスリートの決意、情熱、勇気を伝えるために様式化された雪の結晶であるアステルを作成した。ユニフォームを着るときは緑色で表される。これにより、パラリンピックのロゴに使用されている色が完成する。